# محطة كجبار للتوليد
تم اقتراح إنشاء محطة كجبار للتوليد وهي محطة توليد للطاقة الكهرومائية على مجرى نهر النيل في السودان. على أن تكون لديها القدرة على توليد 300 ميجا واط (400000 حصان)، وهي قدرة كافية لإمداد أكثر من 202000 منزل بالطاقة.